# Frare fosc
El frare fosc (Philemon fuscicapillus) és un ocell de la família dels melifàgids (Meliphagidae).

## Hàbitat i distribució
Habita els boscos de Morotai, Halmahera i Bacan, a les Moluques septentrionals.